# Toledo (Familienname)
Toledo ist ein spanischer Familienname.

## Herkunft und Bedeutung
Toledo ist ein Herkunftsname für Personen, die aus einer Ortschaft namens Toledo stammen.

## Namensträger
- Alejandro Toledo (* 1946), peruanischer Wirtschaftswissenschaftler und Politiker, Staatspräsident 2001 bis 2006
- Álex Toledo (* 2001), spanischer Motorradrennfahrer
- Alfonso Martínez de Toledo (1398–1470), spanischer Schriftsteller und Geistlicher
- Alfredo Toledo (* 1998), chilenischer Mittelstreckenläufer
- Alice Soares de Toledo (1906–1997), brasilianische Mutter von Königin Silvia von Schweden
- Amelia Toledo (1926–2017), brasilianische Bildhauerin, Malerin, Zeichnerin und Designerin
- Antonio Sancho Dávila de Toledo y Colonna (1590–1666), spanischer Adeliger und General
- Antonio Sebastián de Toledo (Antonio Sebastián de Toledo Molina y Salazar; † 1715), Vizekönig von Neuspanien
- Aries Toledo (* 1993), philippinischer Zehnkämpfer
- Baldomero Toledo (* 1970), US-amerikanischer Fußballschiedsrichter
- Braian Toledo, argentinischer Speerwerfer
- Bruno Toledo (Leichtathlet) (* 1973), spanischer Leichtathlet
- Bruno Toledo (Fußballspieler) (* 1994), uruguayischer Fußballspieler
- Camille de Toledo (* 1976), französischer Schriftsteller
- Cayetana Álvarez de Toledo (* 1974), spanische Politikerin (PP)
- Daniel Toledo (* 1991), ecuadorianischer Jazzmusiker
- David Toledo (* 1982), mexikanischer Fußballspieler
- Delio Toledo (* 1976), paraguayischer Fußballspieler
- Fernando de Toledo († 1591) (um 1528–1591), spanischer Edelmann, Vizekönig von Katalonien
- Fernando de Toledo Oropesa (1520–1590), spanischer Geistlicher
- Fernando Álvarez de Toledo, 1. Graf von Alba (1390–1460), kastilischer Adliger
- Fernando Álvarez de Toledo, Herzog von Alba (1507–1582), spanischer Feldherr und Staatsmann
- Francisco de Toledo (1515–1582), spanischer Heerführer, Vizekönig von Peru
- Francisco Toledo (Kardinal) (1532–1596), spanischer Geistlicher
- Francisco Toledo (Maler) (1940–2019), mexikanischer Maler
- Francisco Pacheco de Toledo (1508–1579), spanischer Geistlicher und Diplomat, Erzbischof von Burgos
- Françoise Wilhelmi de Toledo (* 1953), Ärztin, Fastenexpertin, Gründerin der Ärztegesellschaft für Heilfasten und Ernährung (ÄGHE)
- Frank Toledo (* 1970), US-amerikanischer Boxer
- Gabriel Toledo (* 1991), brasilianischer E-Sportler
- Goya Toledo (* 1969), spanische Schauspielerin
- Gustavo Mario Toledo (* 1975), argentinischer Radrennfahrer
- Hernán Toledo (* 1996), argentinischer Fußballspieler
- Hernán Núñez de Toledo (1475–1553), spanischer Philologe, Hochschullehrer, Bibelübersetzer
- Irma Rafaela Toledo (1910–2002), österreichische Malerin
- Jorge Toledo (* 1975), chilenischer Fußballspieler
- José Guilherme de Toledo (* 1994), brasilianischer Handballspieler
- Juan de Toledo (Maler) (1611/1618–1665), spanischer Maler
- Juan Álvarez y Alva de Toledo (1488–1557), spanischer Dominikaner, Erzbischof von Santiago de Compostela
- Juan Bautista de Toledo († 1567), spanischer Architekt
- Juan Pacheco de Toledo, 2. Marqués de Cerralbo († 1589), spanischer Diplomat und Gouverneur
- Luis Octavio de Toledo (1857–1934), spanischer Mathematiker
- Luisairys Toledo (* 1992), venezolanische Leichtathletin
- María de Toledo (María Álvarez de Toledo y Rojas; um 1490–1549), spanische Adlige, Ehefrau von Diego Kolumbus
- María Toledo (Musikerin, 1937) (Maria Helena Toledo; 1937–2010), brasilianische Sängerin und Komponistin
- María Toledo (Musikerin, 1983) (eigentlich María Rodríguez del Álamo; * 1983), spanische Sängerin und Pianistin
- María de la Cruz Toledo (1912–1995), chilenische Politikerin und Frauenrechtlerin
- Maria del Pilar Teresa Cayetana de Silva y Álvarez de Toledo (1762–1802), Herzogin von Alba
- Natalia Toledo (* 1968), mexikanische Autorin
- Natalia Toledo (Sportlerin) (* 1972), paraguayische Leichtathletin
- Patricio Toledo (* 1962), chilenischer Fußballspieler
- Pedro Álvarez de Toledo y Leiva (1585–1654), Vizekönig von Peru
- Pedro Rivera Toledo (1942–2025), puerto-ricanischer Komponist, Arrangeur, Saxophonist und Dirigent
- Pero Díaz de Toledo († 1466), spanischer Humanist, Jurist und Autor
- Pol Toledo Bagué (* 1994), spanischer Tennisspieler
- Rodrigo de Peñalosa Toledo (1480–1530), spanischer Diplomat
- Yasniel Toledo (* 1989), kubanischer Boxer
- Zoe de Toledo (* 1987), britische Ruderin